# Municipio de Jordan (condado de Ripley)
El municipio de Jordan (en inglés: Jordan Township) es un municipio ubicado en el condado de Ripley en el estado estadounidense de Misuri. En el año 2010 tenía una población de 1026 habitantes y una densidad poblacional de 5,07 personas por km².

## Geografía
El municipio de Jordan se encuentra ubicado en las coordenadas 36°45′41″N 90°50′29″O / 36.76139, -90.84139. Según la Oficina del Censo de los Estados Unidos, el municipio tiene una superficie total de 202.53 km², de la cual 201,65 km² corresponden a tierra firme y (0,43 %) 0,88 km² es agua.

## Demografía
Según el censo de 2010, había 1026 personas residiendo en el municipio de Jordan. La densidad de población era de 5,07 hab./km². De los 1026 habitantes, el municipio de Jordan estaba compuesto por el 96,88 % blancos, el 1,36 % eran amerindios, el 0,29 % eran asiáticos, el 0,1 % eran de otras razas y el 1,36 % eran de una mezcla de razas. Del total de la población el 1,95 % eran hispanos o latinos de cualquier raza.